# José Eduardo dos Santos
Pour les articles homonymes, voir dos Santos.
José Eduardo dos Santos, né le 28 août 1942 à Sambizanga, à Luanda et mort le 8 juillet 2022 à Barcelone, est un homme d'État angolais, président de la république d'Angola de 1979 à 2017 et président du Mouvement populaire de libération de l'Angola (MPLA) de 1979 à 2018.
En exil en Espagne à partir de 2019, il y meurt en 2022 peu avant ses 80 ans.

## Biographie

### Jeunesse et formation
Fils d’Avelino dos Santos, un maçon et paveur, et de Jacinta José Paulino. Il grandit dans le quartier de Sambizanga, quartier pauvre qui jouera un certain rôle dans la lutte anti-colonialiste. il est inscrit à l'école primaire de son quartier avant de rejoindre le lycée Salvador Correia de Luanda. José Eduardo dos Santos travaille clandestinement parmi les étudiants pour le renversement de la domination coloniale portugaise.
En 1961, à l'âge de 19 ans, José Eduardo dos Santos rejoint une des organisations nationalistes clandestines de son pays, le MPLA. En novembre de cette même année, il s'enfuit en exil à Léopoldville (aujourd'hui Kinshasa) en république démocratique du Congo, où le MPLA a une antenne importante. Ses compétences sont rapidement reconnues et il est nommé vice-président de l'organisation de la jeunesse du parti. En 1962, il rejoint les Forces armées populaires de libération de l’Angola, avant d'être rattaché au bureau du MPLA à Brazzaville, capitale de la république du Congo. En 1963, il est envoyé étudier en Union soviétique. Il étudie notamment à l'université russe de l'Amitié des peuples Patrice Emery Lumumba et  il obtient en 1969, à Bakou, un diplôme d'ingénieur du pétrole et de télécommunications,.
En parallèle de ses engagements politiques, il chante et joue de la guitare sous le pseudonyme Joes au sein du groupe Kimbamba do Ritmo avec ses amis d’enfance de Luanda. Une fois en Union soviétique, il forme le groupe de musique Nzaji avec des compatriotes angolais et enregistre un 33 tours. Ses chansons sont d’ordre révolutionnaire, et diffusées sur les ondes de la radio Voix de la révolution congolaise à Brazzaville,.

### Entrée en politique
De 1970 à 1974, José Eduardo dos Santos exerce les fonctions d’opérateur au Centre principal des télécommunications au sein du Cabinda, 2e région politico-militaire du MPLA. José Eduardo dos Santos est nommé membre de la commission provisoire de réajustement du front nord, chargé des finances, avant de retourner à Brazzaville en tant que représentant du MPLA jusqu’en juin 1975. En septembre 1975, il est nommé membre du comité central et du bureau politique du MPLA, chargé de la coordination des activités politiques et diplomatiques du Cabinda,.
À la suite de la proclamation de l'indépendance de l’Angola, José Eduardo dos Santos exerce les fonctions de ministre des Relations extérieures du 11 novembre 1975 au 9 décembre 1978, puis de vice-Premier ministre et ministre du Plan du 9 décembre 1978 au 10 septembre 1979.

### Président de la République
Agostinho Neto, premier président de la République, meurt à Moscou le 10 septembre 1979 et Lúcio Lara assure l'intérim. José Eduardo dos Santos est désigné par le congrès du MPLA le 20 septembre pour lui succéder et devient président du MPLA et de l'État angolais le lendemain. 
Sa désignation n’allait pas de soi, de nombreux autres dirigeants plus charismatiques ou héros de la guerre pour l'indépendance pouvaient également prétendre à cette fonction, mais dos Santos pouvait faire la synthèse entre l’aile politique et l’aile militaire du parti, connaissait bien l'Union soviétique et paraissait dénué d'ambition personnelle. 
Rapidement, il s’émancipe de l’ancienne garde politique et militaire de Neto en promouvant au sein du parti et de l’État ses anciens camarades de jeunesse ayant lutté contre le Portugal dans les cellules clandestines du MPLA. Ce tournant n'entraine pas dans l’immédiat de changement de doctrine politique, ni l’abandon du soutien au Congrès national africain (ANC) et à la Swapo namibienne, l'indépendance de la Namibie et la chute du régime suprémaciste sud-africain restant élevées au rang de priorités.

### Guerre civile
Une fois au pouvoir, son principal défi réside dans la résolution du conflit avec l’Union nationale pour l'indépendance totale de l'Angola (UNITA) et principal mouvement rival du MPLA. L’UNITA, dirigée par Jonas Savimbi et soutenue par l’Afrique du Sud et les États-Unis, ne reconnaîtra jamais totalement la légitimité du gouvernement MPLA soutenu par l’Union soviétique et Cuba et déclenche, en guise d’opposition, plusieurs conflits armés, résultant en une guerre civile qui ravage le pays pendant 27 ans.
Pretoria déclenche le 26 septembre 1979, six jours après l'arrivée de dos Santos à la présidence de la république d'Angola, une attaque aérienne de grande envergure. La ville de Lubango, située à 350 km de la frontière, est bombardée (des infrastructures, des ponts et des tunnels ferroviaires, ainsi que la route de la Serra da Leba, sont détruits). Avec l'arrivée de Ronald Reagan au pouvoir à Washington, l'Afrique du Sud accentue son offensive en Angola. En décembre 1980, l’opération « Smokeshell » est lancée contre les provinces méridionales angolaises de Cunene et de Kuando-Kubango, avec des moyens comparables à ceux de l’invasion de 1975. 
Dès le milieu des années 1980, Eduardo Dos Santos recherche des solutions d’apaisement diplomatique. En mars 1984, Dos Santos se rend à Cuba et publie un communiqué conjointement avec Fidel Castro dans lequel ils demandent, en échange du départ des troupes cubaines d’Angola, le retrait des forces militaires sud-africaines en Angola, l’indépendance de la Namibie, et la fin du soutien politique et logistique à l’UNITA. Cependant, ce communiqué provoque l’effet inverse, et Reagan obtient l’année suivante l’abrogation de l’amendement Clark qui interdisait à Washington de fournir des armes à l’UNITA. En 1986, les États-Unis livrent même des missiles sol-air Stinger aux rebelles, qui serviront notamment à abattre deux avions des Nations unies dans les années 1990.
En août 1986, Dos Santos reçoit le révérend américain Jesse Jackson, et ils publient un communiqué où ils demandent le rétablissement des relations diplomatiques avec les États-Unis, alors qu’au même moment Savimbi est accueilli à bras ouverts par Reagan.
Le 31 mai 1991, José Eduardo dos Santos signe avec son opposant un accord de paix. Lors des premières élections libres et multipartites organisées en 1992 sous la supervision des Nations unies, dos Santos mène son camp à la victoire aux élections législatives face au principal parti d’opposition, l’UNITA. Lors de l'élection présidentielle organisée la même année, Eduardo dos Santos sort en tête du scrutin face à Jonas Savimbi, chef de l’UNITA, mais n'obtient pas la majorité absolue exigée au premier tour (49,57 % des voix pour dos Santos contre 40,6 % pour Savimbi). Savimbi refuse de reconnaître sa défaite et reprend les armes, faisant basculer l'Angola dans une nouvelle guerre civile qui fait 30 000 morts, selon les ONG. En dépit de la reprise du conflit, dos Santos accepte de permettre aux députés de l’Unita de siéger au parlement sans être inquiétés. 

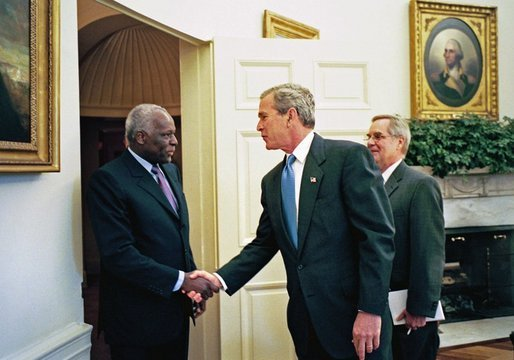
José Eduardo dos Santos et George W. Bush à la Maison-Blanche le 12 mai 2004.

Le 19 mai 1993, les autorités américaines décident de suspendre leur soutien à l’UNITA et de reconnaître officiellement José Eduardo dos Santos et le gouvernement MPLA en tant qu’instances exécutives officielles de la république d’Angola,. Le 31 octobre 1994, le protocole de Lusaka est signé.
Dans un contexte de fin de la guerre froide, le MPLA adopte en 1990 la social-démocratie comme idéologie officielle et mène une politique économique libérale parrainée par le FMI, tout en intégrant dans sa direction des hauts responsables du FNLA.
La mort du chef rebelle Jonas Savimbi en février 2002 permet l’aboutissement du processus de paix. Le 4 avril de cette même année, l’armée angolaise et les rebelles acceptent de signer un cessez-le-feu, et la paix est officiellement déclarée le 2 août. Les rebelles sont tous amnistiés. 
Le pays sort économiquement exsangue de plusieurs décennies de guerre civile : inflation à trois chiffres, dévaluation de la monnaie nationale, dette élevée, dépendance des importations alimentaires, opacité dans la gestion de la rente pétrolière. 

### Après la guerre civile
En décembre 2003, José Eduardo dos Santos est réélu à la tête du MPLA. L'élection présidentielle est repoussée au lendemain d'élections législatives, qui tardent elles aussi à être organisées, pour avoir finalement lieu le 5 septembre 2008 ; le MPLA y obtient près de 82 pour cent des voix, ce qui lui donne, en vertu de l'article 158 de la constitution alors en vigueur, la capacité de réviser la loi fondamentale.

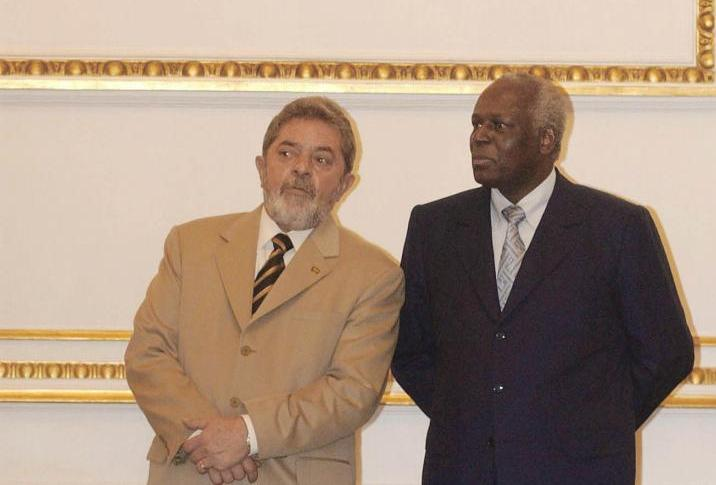
José Eduardo dos Santos avec son homologue brésilien, Luiz Inácio Lula da Silva (Brasilia, 2003).

Cette possibilité conduit dès janvier 2010 à l'adoption d'une nouvelle constitution qui prévoit que le dirigeant du parti ayant obtenu le plus grand nombre de sièges lors des élections législatives sera automatiquement nommé président de la République. Lors des élections législatives d’août 2012, le parti de José Eduardo dos Santos, le MPLA, sort de nouveau vainqueur des élections avec 71 % des votes. Santos est confirmé dans ses fonctions, en conformité avec les règles de la constitution en vigueur.
José Eduardo dos Santos et son régime, jugé de plus en plus autoritaire, devient en février 2011, la cible de protestations politiques de la part de jeunes Angolais. Une manifestation publique importante a lieu début septembre 2011 à Luanda. Cette contestation a continué sous diverses formes, y compris le rap et sur les réseaux sociaux. Cette contestation est une des causes de la forte abstention aux élections de 2012 (37,2 %, contre 12,5 % en 2008), et à Luanda — où habite un quart de la population, et la partie la plus politisée — l'abstention est de 42 % et l'opposition a obtenu plus de 40 % des votes, de sorte qu'à peine 25 % environ des électeurs y ont voté pour le MPLA (et donc pour José Eduardo dos Santos).
En mai 2013, il procède à un remaniement de son gouvernement.
En septembre 2014, José Eduardo dos Santos annonce la fin du cumul des mandats de gouverneur de province et de premier secrétaire provincial du MPLA dans le but d'améliorer la coordination entre administrations provinciales et municipales.
Fin décembre 2016, le MPLA, dirigé par dos Santos, choisit João Lourenço, ministre de la Défense, comme candidat à la présidence lors des élections générales d'août 2017. En février 2017, dos Santos déclare officiellement qu'il n'est pas candidat à la présidence le 23 août 2017 et que Lourenço est le candidat du MPLA,,. Cependant, dos Santos reste président du MPLA et garde un important contrôle sur la filière pétrolière (en particulier via sa fille Isabel dos Santos qui dirige Sonangol) et, selon certains experts, si Lourenço est élu, le vrai pouvoir reste aux mains de dos Santos.
Le 26 septembre 2017, João Lourenço lui succède comme président de la République.
Selon les médias angolais, Brave Ventures, une entreprise dirigée par le marchand d'art suisse Yves Bouvier, a également été impliquée dans des activités de blanchiment d'argent en tant que sous-traitant d'une société de conseil française chargée par dos Santos de superviser le développement du système de santé publique.

### Chute de l'empire Dos Santos et exil en Espagne
João Lourenço fait de la lutte contre la corruption l'une de ses priorités.
La fille de Santos, Isabel, est limogée de Sonangol par Lourenço en novembre et son fils José Filomeno (en) dit Zenu est limogé de la présidence du fonds souverain angolais (d'une valeur de cinq milliards de dollars) en janvier 2018,.
En mars 2018, Santos, en lutte quasi-ouverte avec son successeur Lourenço, annonce sans concertation, la tenue d'un congrès du parti entre décembre 2018 et avril 2019. Au cours de ce congrès, dos Santos quittera la présidence du parti et le parti déterminera son prochain chef. Le congrès se déroule finalement le 8 septembre 2018 et Lourenço est élu président du MPLA à 98,59 %. Dos Santos ne dispose alors de plus aucun poste politique de poids.
En mars 2018, José Filomeno dos Santos est inculpé de fraude, détournement de fonds, trafic d'influence, blanchiment d'argent et association criminelle mais laissé libre sous contrôle judiciaire. En septembre, il est incarcéré. D'autres personnes sont inculpées dans cette affaire qui concerne des détournements de plusieurs centaines de millions de dollars américains (jusqu'à 1,5 milliard de dollars) vers le Crédit suisse dont Jean-Claude Bastos de Morais, un proche de Zenu, et Valter Filipe da Silva, l'ancien gouverneur de la banque nationale. En septembre 2019, José Filomeno est renvoyé au tribunal pour corruption et en août 2020, il est condamné à cinq ans de prison pour fraude et trafic d'influence,.

### Mort
En septembre 2021, José Eduardo dos Santos quitte l'Espagne où il vit depuis deux ans et rentre en Angola. Il repart en Espagne en mars 2022. En juin 2022, José Eduardo dos Santos est admis en soins intensifs dans un hôpital de la ville de Barcelone après un arrêt cardiaque,. 
Le 5 juillet, Welwitschea « Tchizé » dos Santos (pt), fille de José Eduardo, dépose une plainte à Barcelone à l'encontre de sa belle-mère Ana Paula dos Santos et du médecin personnel de José Eduardo dos Santos. Les chefs d'accusation sont « tentative d'homicide présumée, non-assistance à personne en danger, lésions entraînées par une négligence grave ». Elle demande aussi qu'Ana Paula, dont dos Santos serait séparée, ne puisse accéder à la chambre du patient.
José Eduardo dos Santos meurt le 8 juillet 2022 à Barcelone, en Espagne, à l’âge de 79 ans. La justice espagnole ordonne des analyses complémentaires sur les causes du décès de dos Santos. Le président João Lourenço décrete un deuil national de 7 jours. L'autopsie confirme le caractère naturel du décès, dû à une « insuffisance cardio-respiratoire chronique », et le 18 août, la justice (Tribunal supérieur de justice de Catalogne) redonne le corps à la veuve de dos Santos. Tchizé dos Santos décide toutefois de faire appel de cette décision et soutient, tout comme sa sœur Isabel, que son père voulait être inhumé en Espagne. La veuve dos Santos rapatrie alors le corps vers l'Angola peu avant les élections législatives et Dos Santos est enterré le 28 août,.

### Vie privée
José Eduardo dos Santos est marié en troisièmes noces à Ana Paula Cristóvão Lemos,. Ils ont trois enfants. Sa fille aînée, Isabel dos Santos, est cependant issue de sa première union avec Tatiana Kukanova, originaire de Bakou en Azerbaïdjan,.

## Bilan économique
Dès les années 2000, dos Santos se tourne vers la Chine pour appuyer le développement économique de son pays. En 2003, la Chine accorde une ligne de crédit de 10 milliards de dollars (avec un premier déblocage de 2 milliards de dollars) à l’Angola qui devient le premier pays africain où Pékin met en place son modèle de crédits contre contrats de travaux et matières premières à grande échelle.
En novembre 2006, dos Santos co-fonde l’Association des pays africains producteurs de diamants, une organisation réunissant une vingtaine de nations africaines et ayant pour mission de réguler le marché diamantaire africain selon le processus de Kimberley.
En février 2009, à l’occasion de la visite de Raul Castro en Angola, Santos dénonce le blocus économique dont Cuba est alors encore victime.
Selon José Pedro de Morais, économiste angolais, José Eduardo dos Santos a sans cesse été en butte à des problèmes complexes, de la guerre à la pacification des rapports entre les citoyens angolais, en passant par la stabilisation politique et économique,. L’Angola est devenu la troisième économie d’Afrique après l’Afrique du Sud et le Nigeria, le deuxième producteur de pétrole et une destination appréciée par les investisseurs étrangers.
La libéralisation chaotique de l’économie à partir des années 1990 entraine des inégalités croissantes. Gratte-ciels et projets "bling-bling" destinés à satisfaire la nouvelle bourgeoisie fleurissent dans la capitale, au détriment de l'amélioration de la qualité de vie de la population. La nouvelle élite liée à la manne pétrolière investit peu localement et préfère injecter des milliards de dollars dans des opérations spéculatives à l’étranger ou dans l’acquisition d’actions de groupes financiers internationaux.

## Décorations

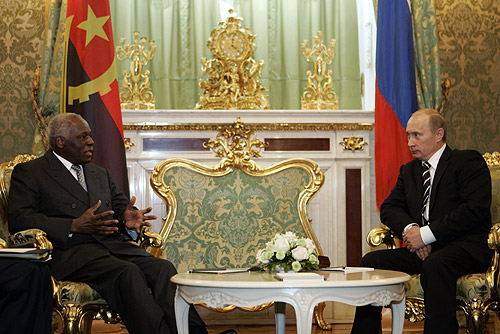
Vladimir Poutine et José Eduardo dos Santos au Kremlin de Moscou le 31 octobre 2006.

- Compagnon de l'ordre de O. R. Tambo (en) ( Afrique du Sud)[61]  ;
- Médaille de l'ordre national d'Angola ( Angola) ;
- Médaille de l'ordre de José Martí ( Cuba) ;
- Grand-collier de l'ordre de Sant'Iago de l'Épée ( Portugal)
- Grand-collier de l'ordre de l'Infant Dom Henrique ( Portugal)[62]
- Médaille de l'ordre de l'Amitié ( Russie) ;
- Médaille de l'ordre de l'Honneur ( Russie) ;
- Grand-cordon de l'ordre de la République serbe (en) ( Serbie)

## Prix et récompenses
- « Homme de l’année 2014 » par le magazine Africa World[63]